# Dendrobium wichersii
Dendrobium wichersii är en orkidéart som beskrevs av Rudolf Schlechter. Dendrobium wichersii ingår i släktet Dendrobium, och familjen orkidéer. Inga underarter finns listade i Catalogue of Life.